# Abner Records
Abner Records was een Amerikaans platenlabel. Het was een sublabel van Vee-Jay Records en heette aanvankelijk Falcon Records, maar de naam werd in 1958 gewijzigd omdat er al een Falcon Records scheen te bestaan. Het label werd vernoemd naar Ewart Abner, indertijd general-manager van Vee-Jay. Op het label, actief van 1957 tot 1961, kwamen vooral rhythm & blues-platen uit.
Op het label kwamen singles uit van o.m. The Orioles. Priscilla Bowman, The Impressions, Jerry Butler, Gene Allison en Dee Clark ("At My Front Door").